# Prestation canadienne d'urgence
La prestation canadienne d'urgence (PCU) (anglais : Canada Emergency Response Benefit) est un programme de soutien canadien créé par le gouvernement du Canada. Le programme s'adresse aux travailleurs canadiens qui ont perdu leur emploi, sont tombés malades, sont en quarantaine ou qui prennent soin d’une personne malade en raison de la pandémie de Covid-19 au Canada. Il offre une prestation imposable pouvant atteindre 500 $CA par semaine, pour une période maximale de seize semaines.

## Historique
À la suite du début de la pandémie de Covid-19, au début de l'année 2020, au Canada, le gouvernement du Canada annonce la création de la prestation canadienne d'urgence (PCU) le 25 mars 2020. Cette dernière est destinée aux travailleurs qui sont privés de salaire, d'une manière ou d'une autre, en raison de la crise actuelle. Ce programme s'applique à tous travailleurs ayant fait gagné au moins 5 000 $CA au cours de l'année. Il s'agit d'une prestation imposable de 2 000 $ par mois. Cette mesure fait partie du plan économique d’urgence fédéral de 100 milliards $CA qui a obtenu la sanction royale le 25 mars 2020.
Le 15 avril 2020, le gouvernement élargit l'accès à la PCU : les travailleurs saisonniers, les étudiants et les travailleurs qui gagnent moins de 1 000 $ par mois s'ajoutent à la liste des bénéficiaires.
La PCU prend fin le 27 septembre 2020. 8,8 millions de personnes en auront bénéficées, soit 40 %  de la population active, pour un total de 79,3 milliards de dollars. Un assouplissement des règles d'admission à l'assurance-emploi, d'une durée d'un an, est prévu à la fin de la PCU, ce qui permettra à 400 000 chômeurs supplémentaires d'y avoir accès.

## Critique
Au Québec, tant les représentants du secteur privé que du gouvernement accusent la prestation canadienne d'urgence de nuire à l'effort de reprise économique, surtout dans le secteur du commerce de détail et auprès des étudiants,,. La situation engendre une certaine mésentente entre Ottawa et des provinces.